# Marie-Julien de La Batie
Marie-Julien de la Batie est un homme politique français né le 8 septembre 1832 au Puy-en-Velay (Haute-Loire) et décédé le 28 avril 1912 au Puy-en-Velay.

## Biographie
Avocat au Puy-en-Velay, plusieurs fois bâtonnier, il est conseiller municipal en 1884 et député de la Haute-Loire de 1885 à 1889, siégeant à droite. 

## Sources
- « Marie-Julien de La Batie », dans Adolphe Robert et Gaston Cougny, Dictionnaire des parlementaires français, Edgar Bourloton, 1889-1891 [détail de l’édition]
- « Marie-Julien de La Batie », dans le Dictionnaire des parlementaires français (1889-1940), sous la direction de Jean Jolly, PUF, 1960 [détail de l’édition]